# Yitzhak Hofi
Yitzhak Hofi (en hebreo: יצחק חופי; Tel Aviv, 25 de enero de 1927 - Ramat Gan, 15 de septiembre de 2014) fue agente, militar, político israelí, director del Mosad entre 1974 y 1982.

## Biografía
Se alistó en la Haganá en 1944 y la comandó en la Guerra de Independencia de Israel. Él continuó desempeñando servicios en las Fuerzas de Defensa de Israel en una variedad de comandos, y del entrenamiento. Dirigió el Comando Norte de las FDI durante la guerra de Yom Kipur en 1973. Fue comandante general por un breve período en 1974, antes de retirarse del ejército y de tomar el cargo de director del Mossad. 
En julio de 1976, Hofi fue requerido para una misión de rescate, donde un gran número de ciudadanos israelíes fueron secuestrados en un avión de pasajeros de Air France, y llevados al Aeropuerto Internacional de Entebbe, en Uganda. Para organizar el exitoso rescate de la Operación Entebbe, Hofi ordenó al Mossad katsa para examinar el aeropuerto, y, utilizó contactos de inteligencia en Kenia para permitir reaprovisionamiento de combustible de los aeroplanos israelíes en Nairobi en el viaje de regreso.